# Dompierre-sur-Authie
Dompierre-sur-Authie es una comuna francesa, situada en el departamento de Somme y la región Picardía.

## Demografía
| 545             | 578 | 559 | 526 | 436 | 404 |
| (Fuente: INSEE) |     |     |     |     |     |